# Tambora (lud)
Tambora – lud zamieszkały na wyspie Sumbawa w archipelagu Małych Wysp Sundajskich. Uległ błyskawicznej zagładzie na skutek wybuchu wulkanu Tambora 10 kwietnia 1815 roku, największej erupcji wulkanicznej w historii nowożytnej.
Lud ten i jego cywilizacja nie zostały nigdy zbadane przez etnografów. Co prawda na początku XIX wieku zainteresował on świat zachodni, ale wkrótce po pierwszym spotkaniu zniknął z powierzchni ziemi.
Zachowały się skromne świadectwa historyczne (głównie zapisy holenderskiej administracji kolonialnej) na temat ludzi Tambora. Słynęli oni w Indiach Wschodnich ze swego miodu, koni, drewna sappan (brezylka sappan – Caesalpinia sappan), używanego do produkcji czerwonego barwnika, oraz drewna sandałowego, używanego do wyrobu kadzidełek i leków. Brytyjscy urzędnicy kolonialni, a także badacze brytyjscy i holenderscy, odwiedzili wyspę Sumbawa na krótko przed erupcją. Społeczność Tambora liczyła około 10 tys. ludzi. Relacje mówią o natknięciu się na cywilizację, która mówiła językiem niepodobnym do żadnego innego w Indonezji. Jedyna zachowana dokumentacja języka tambora to mało obszerny materiał słownikowy, ale już na podstawie tych danych można stwierdzić, że nie był językiem austronezyjskim. Językoznawca Mark Donohue ocenia, że jego profil fonologiczny jest typowy dla języków wschodniej Indonezji bądź Nowej Gwinei. Być może był spokrewniony z językami timor-alor-pantar (400 km na wschód od Sumbawy), na co miałaby wskazywać zbieżność leksykalna w słowie „ręka” (taintu).
W miejscu zagłady ludność miejscowa znajdowała ceramikę i kości. W lecie 2004 ekspedycja naukowa, której przewodził prof. Heraldur Sigurðsson, wulkanolog z Uniwersytetu Rhode Island (Kingston, USA), odkryła z pomocą miejscowego przewodnika szczątki wsi Tambora. Odnaleziona wieś znajdowała się 25 km na zachód od krateru wulkanu i 5 kilometrów w głębi lądu, gdzie mieszkańcy byli bezpieczni od piratów, którzy porywali mieszkańców wybrzeża, zmuszając ich do niewolnictwa. Miejsce było też bardzo żyzne, co sprzyjało uprawie roli.
Amerykańscy i indonezyjscy naukowcy użyli radaru do penetracji gruntu. W warstwie datowanej na czas wybuchu odkopali zwęglone pozostałości domu z dwoma mieszkańcami. Były one przykryte trzymetrową warstwą pumeksu i popiołu. Wyniki badań ogłoszono 27 lutego 2006.
Nowe odkrycia potwierdziły dziewiętnastowieczne relacje, że lud Tambora nie był prymitywnym społeczeństwem, ale cywilizacją. Znaleziono miski z brązu, narzędzia żelazne, wyroby garncarskie, delikatną porcelanę i szkło, biżuterię oraz szczątki mebli. W odkrytym domu znaleziono zwęglone szczątki kobiety, trzymającej kurczowo metalową maczetę, leżącą na palenisku, prawdopodobnie kuchennym, a obok niej roztopioną szklaną butelkę i kilka garnków do gotowania. Szczątki drugiej osoby znaleziono na zewnątrz w miejscu, które wydaje się drzwiami wejściowymi. Dom był zbudowany na drewnianych palach, a jego ściany zewnętrzne i dach były pokryte bambusem. Został on spalony przez gorący popiół wulkaniczny na węgiel drzewny.
Znaleziska, zwłaszcza liczne przedmioty z brązu, potwierdzają relacje historyczne, że ludzie Tambora nie byli biedni. Forma i dekoracja przedmiotów wskazują, że ich kultura była związana z Wietnamem i Kambodżą. Mogli mieć powiązania handlowe z Indochinami. Ceramika jest podobna do powszechnie znajdowanej w Wietnamie.
Prof. Sigurðsson w 2006 powiedział: „Tambora mogłaby być Pompejami wschodu. Wszystko jest zachowane w takim stanie, jak było w roku 1815”. Sigurðsson miał zamiar wrócić do podnóża wulkanu Tambora w roku 2007, by odszukać pałac i resztę wsi.